# Alexander Waske
Alexander Waske (Fráncfort, 31 de marzo de 1975) es un jugador profesional de tenis alemán.

## Torneos ATP

### Dobles

#### Títulos
| Leyenda                |
| Grand Slam (0)         |
| Tennis Masters Cup (0) |
| ATP Masters Series (0) |
| ATP Tour (4)           |

| N.º | Fecha               | Torneo    | Superficie    | Pareja           | Oponentes en la final              | Resultado       |
| --- | ------------------- | --------- | ------------- | ---------------- | ---------------------------------- | --------------- |
| 1.  | 10 de abril de 2006 | Houston   | Tierra batida | Michael Kohlmann | Julian Knowle Jürgen Melzer        | 5-7 6-4 10-5    |
| 2.  | 1 de mayo de 2006   | Munich    | Tierra batida | Andrei Pavel     | Alexander Peya Björn Phau          | 6-4 6-2         |
| 3.  | 29 de enero de 2007 | Zagreb    | Moqueta       | Michael Kohlmann | František Čermák Jaroslav Levinský | 7-6(5) 4-6 10-5 |
| 4.  | 29 de abril de 2007 | Barcelona | Tierra batida | Andrei Pavel     | Rafael Nadal Bartolomé Salvá-Vidal | 6-3 7-6(1)      |

#### Finalista
| Leyenda                |
| Grand Slam (0)         |
| Tennis Masters Cup (0) |
| ATP Masters Series (0) |
| ATP Tour (4)           |

| N.º | Fecha                 | Torneo     | Superficie    | Pareja           | Oponentes en la final              | Resultado       |
| --- | --------------------- | ---------- | ------------- | ---------------- | ---------------------------------- | --------------- |
| 1.  | 25 de abril de 2005   | Múnich     | Tierra batida | Florian Mayer    | Mario Ančić Julian Knowle          | 3-6 6-1 3-6     |
| 2.  | 24 de abril de 2006   | Casablanca | Tierra batida | Michael Kohlmann | Julian Knowle Jürgen Melzer        | 3-6 4-6         |
| 3.  | 19 de febrero de 2007 | Róterdam   | Dura          | Andrei Pavel     | Martin Damm Leander Paes           | 3-6 7-6(5) 7-10 |
| 4.  | 2 de octubre de 2011  | Bangkok    | Dura          | Michael Kohlmann | Oliver Marach Aisam-Ul-Haq Qureshi | 6-7(4) 6-7(5)   |